# Der Landarzt
Der Landarzt ist eine deutsche Fernsehserie des Zweiten Deutschen Fernsehens (ZDF), die von 1986 bis 2012 produziert wurde.

## Allgemeines
Erfinder und langjähriger Drehbuchautor der Serie war Herbert Lichtenfeld.
Am 28. April 1986 begannen die Dreharbeiten für die erste Staffel, in der Christian Quadflieg den Landarzt spielte. Zu Beginn der vierten Staffel stieg Quadflieg aus. Nachdem dessen Figur 1992 den Fernsehtod gestorben war, übernahm Walter Plathe die Hauptrolle bis zum Ende der 17. Staffel. 2007 wurde Wayne Carpendale der dritte „Landarzt“. Am 2. Oktober 2012 wurden die letzten Szenen für die 22. Staffel gedreht. Einen Tag später gab das ZDF bekannt, dass die Serie abgesetzt werde. Am 17. Mai 2013 wurde die letzte Folge ausgestrahlt.
Regie führten unter anderem Christian Quadflieg, Franz Josef Gottlieb, Wolfgang Luderer und Manfred Mosblech.
In der 98. Folge von Notruf Hafenkante traten Wayne Carpendale und Caroline Scholze in ihren Landarzt-Rollen auf. Jan Bergmann ist hier der Trauzeuge seines besten Freundes Arne (Kai Lentrodt). Im Gegenzug traten in der 283. Folge Sanna Englund und Matthias Schloo in ihren Rollen Melanie Hansen und Mattes Seeler aus Notruf Hafenkante auf. Die beiden Polizisten verfolgen nach einem Banküberfall die Täter bis nach Deekelsen. Damit teilen sich die beiden Serien ein gemeinsames Serienuniversum. Durch ein weiteres, im September 2013 ausgestrahltes Crossover in Notruf Hafenkante gehören auch die Serien Das Traumschiff und Kreuzfahrt ins Glück dazu.

## Einführung
Der Landarzt ist die Geschichte der Ärzte Dr. Karsten Mattiesen (bis 1992), Dr. Ulrich Teschner (bis 2009) bzw. Dr. Jan Bergmann und der von ihnen betreuten Einwohner der fiktiven Gemeinde Deekelsen (angelehnt an Kappeln) in Schleswig-Holstein.
Die Serie beginnt zwei Jahre nachdem Dr. Karsten Mattiesen in Deekelsen die Arztpraxis seines verstorbenen Vaters übernommen hat. Die Praxis befindet sich im Landarzthaus, in dem Mattiesen aufgewachsen ist. Seine Mutter Olga führt dieses Anwesen mit strengem Regiment, versorgt die vielen Tiere des Hofes und unterstützt Karsten als Sprechstundenhilfe bei seiner Arbeit. Anfangs pendelte dieser täglich zwischen seinem Wohnort Hamburg, in dem auch seine Kinder Eike und Kerstin sowie seine Frau Annemarie leben, und Deekelsen. Da es um seine Ehe nicht zum Besten steht, zieht Mattiesen wieder nach Deekelsen und trägt sich dort mit dem Gedanken, sich von seiner Frau scheiden zu lassen. Auf dem Land will er Abstand gewinnen und sich der Sorgen und Krankheiten der dort lebenden Menschen annehmen.
In Folge 42 übernimmt Dr. Ulrich „Uli“ Teschner die Praxis, nachdem Mattiesen bei dem Versuch, ein Kind zu retten, tödlich verunglückt ist. Zum Ende der 17. Staffel zieht Teschner mit seiner Lebenspartnerin Anne Helligpeter nach Bayern. Fortan ist Dr. Jan Bergmann für die Gesundheit der Deekelsener Bevölkerung verantwortlich. Er verliebt sich in Maren Jantzen, die einen eigenen Gasthof betreibt und alleinerziehende Mutter eines Sohnes namens Florian ist. Am Ende der 20. Staffel heiraten die beiden und erwarten ein gemeinsames Kind.

## Episodenliste
Die Nummerierung der einzelnen Episoden in der folgenden Liste orientiert sich an der offiziellen Zählweise der Produktionsfirma. Die fünf produzierten Doppelfolgen werden als jeweils zwei Episoden betrachtet. Die Folgen 1 und 2 sowie 16 und 17 wurden bei ihrer Erstausstrahlung als zusammengeschnittene Pilotfilme zur ersten bzw. zweiten Staffel ausgestrahlt. Bei späteren Wiederholungen wurden diese Episoden dann mitunter in separater Form gezeigt. Im Vergleich fällt auf, dass Folge 16 in der separaten Fassung eine Szene weniger enthält, während in Folge 17 mehrere zusätzliche Szenen enthalten sind. Die Doppelfolge Herzensreise ist zwischen den Staffeln 19 und 20 angesiedelt und wurde erst drei Monate vor der 21. Staffel gesendet. Die in Klammern angegebenen Daten beziehen sich auf die Erstausstrahlung in Deutschland. Einige Folgen waren zuvor bereits im Fernsehen von Österreich oder der Schweiz zu sehen.
| 1. Staffel (D 1987) - 1. Geburtstag (10. Februar 1987) - 2. Glücklich geschieden (10. Februar 1987) - 3. Große Kinder – große Sorgen (11. Februar 1987) - 4. Nachwuchs (18. Februar 1987) - 5. Die Liebe, die Liebe (25. Februar 1987) - 6. Ein rabenschwarzer Tag (4. März 1987) - 7. Der Kräuterdoktor (11. März 1987) - 8. Eike greift ein (18. März 1987) - 9. Unterlassene Hilfeleistung (25. März 1987) - 10. Ein neuer Flirt (1. April 1987) - 11. Das Attentat (8. April 1987) - 12. Junges Gemüse (15. April 1987) - 13. Gegen die Uhr (22. April 1987) - 14. Der Lockvogel (29. April 1987) - 15. Alles nochmal von vorn (6. Mai 1987) 2. Staffel (D 1989) - 16. Auf neuen Wegen (9. Januar 1989) - 17. Feiertage gibt es nicht (9. Januar 1989) - 18. Der Spieler (10. Januar 1989) - 19. Diagnose Liebeskummer (17. Januar 1989) - 20. Aus alten Zeiten (24. Januar 1989) - 21. Auf Herz und Niere (31. Januar 1989) - 22. Routineeingriff (7. Februar 1989) - 23. Ein Kind wird vermisst (14. Februar 1989) - 24. Familienleben (21. Februar 1989) - 25. Urlaub zu zweit (28. Februar 1989) - 26. Corinna meldet sich zurück (7. März 1989) - 27. Mißverständnisse (14. März 1989) - 28. Brandstiftung (21. März 1989) - 29. Guter Rat ist teuer (28. März 1989) - 30. Das Leben geht weiter (4. April 1989) 3. Staffel (D 1990) - 31. Schönes Wochenende (23. Oktober 1990) - 32. Post aus Kanada (30. Oktober 1990) - 33. Beziehungskisten (6. November 1990) - 34. Freitag der 13. (13. November 1990) - 35. Das Angebot (20. November 1990) - 36. Ein Fremder im Haus (27. November 1990) - 37. Der Wespenstich (4. Dezember 1990) - 38. Es braut sich was zusammen (11. Dezember 1990) - 39. Heute keine Sprechstunde (18. Dezember 1990) 4. Staffel (D 1991–1992) - Special: Das größte Fest des Jahres – Weihnachten bei unseren Fernsehfamilien (26. Dezember 1991) - 40. Der Tod des Dr. Mattiesen (3. Januar 1992) - 41. Mutterschaft (10. Januar 1992) - 42. Der neue Doktor (17. Januar 1992) - 43. Die Erpressung (24. Januar 1992) - 44. Arzt im Zwielicht (31. Januar 1992) - 45. Der Held von Deekelsen (7. Februar 1992) - 46. Herzensangelegenheiten (14. Februar 1992) - 47. Familienanschluß (28. Februar 1992) - 48. Neue Verhältnisse (6. März 1992) - 49. Familienkrieg (13. März 1992) - 50. Alles aus Liebe (20. März 1992) - 51. Mast- und Schotbruch (27. März 1992) - 52. Ein Toter im Auto (3. April 1992) 5. Staffel (D 1993) - 53. Liebe verzeiht alles (8. Januar 1993) - 54. Stein des Anstoßes (15. Januar 1993) - 55. Zum Wohl, Herr Pfarrer (22. Januar 1993) - 56. Eckholms letzte Predigt (29. Januar 1993) - 57. Das Verfahren (5. Februar 1993) - 58. Die Versammlung (12. Februar 1993) - 59. Hausverbot (19. Februar 1993) - 60. Eine Frau sucht ihren Mann (26. Februar 1993) - 61. Annahme verweigert (5. März 1993) - 62. Jugendsünden (12. März 1993) - 63. Wo die Liebe hinfällt (19. März 1993) - 64. Der Fremde (26. März 1993) - 65. Die Konkurrenz (2. April 1993) 6. Staffel (D 1995) - 66. Besuch aus Brasilien (17. November 1995) - 67. Rote Rosen für Annemarie (24. November 1995) - 68. Die Trennung (1. Dezember 1995) - 69. Heringstage (8. Dezember 1995) - 70. Lillis Einstand (22. Dezember 1995) - 71. Olga in Nöten (29. Dezember 1995) - 72. Umzüge (5. Januar 1996) - 73. Fehlinvestitionen (12. Januar 1996) - 74. Der Flug der Troubadoure (19. Januar 1996) - 75. Drachenfest (26. Januar 1996) - 76. Blumen für die Damen (2. Februar 1996) - 77. Liebe kommt, Liebe geht (9. Februar 1996) - 78. Neue Gemeinsamkeiten (16. Februar 1996) 7. Staffel (D 1996) - 79. Unter Strom (23. Februar 1996) - 80. Der Schwiegermutterstuhl (1. März 1996) - 81. Hand in Hand (8. März 1996) - 82. Das Findelkind (15. März 1996) - 83. Beefsteak Tatar (22. März 1996) - 84. Marion (29. März 1996) - 85. Der Unfall (5. April 1996) - 86. Urlaub (12. April 1996) - 87. Die Liebesinsel (19. April 1996) - 88. Schwere Tage (26. April 1996) - 89. Wiedersehen macht Freude (3. Mai 1996) - 90. Ansteckungsgefahr (10. Mai 1996) - 91. Top Secret (17. Mai 1996) 8. Staffel (D 1999) - 92. Neues Leben (1. Januar 1999) - 93. Das Schmerzenskind (8. Januar 1999) - 94. Unverhoffter Besuch (15. Januar 1999) - 95. Die Geiselnahme (22. Januar 1999) - 96. Abschied für immer (29. Januar 1999) - 97. Sag das noch mal (5. Februar 1999) - 98. Glück und Leid (12. Februar 1999) - 99. Anglergeist (19. Februar 1999) - 100. Hinterm Rücken (26. Februar 1999) - 101. Flucht nach vorn (5. März 1999) - 102. Flotter Dreier (12. März 1999) - 103. Eifersucht (19. März 1999) - 104. November (26. März 1999) 9. Staffel (D 1999) - 105. Unter vier Augen (2. April 1999) - 106. Tür zu Licht aus (9. April 1999) - 107. Das Mädchen von der Tankstelle (16. April 1999) - 108. Der Strahlenbündler (30. April 1999) - 109. Skandal in Deekelsen (7. Mai 1999) - 110. Trautes Heim (14. Mai 1999) - 111. So geht das nicht weiter (21. Mai 1999) - 112. In barer Münze (28. Mai 1999) - 113. Siebenundzwanzig Stunden am Tag (4. Juni 1999) - 114. Hering satt (11. Juni 1999) 10. Staffel (D 2001) - 115. Stiller Abschied (7. September 2001) - 116. Glück im Spiel (21. September 2001) - 117. Hochzeitsbesuch (28. September 2001) - 118. Ihre Chipkarte, bitte (5. Oktober 2001) - 119. Mann über Bord (12. Oktober 2001) - 120. Millimetersache (19. Oktober 2001) - 121. Muntermacher (26. Oktober 2001) - 122. Mallorca ruft Deekelsen (2. November 2001) - 123. Hochstapler (9. November 2001) - 124. Rosenkriege (16. November 2001) - 125. Das blaue Handy (23. November 2001) - 126. Ramona und Kai (30. November 2001) - 127. Übers Jahr sehen wir weiter (7. Dezember 2001) 11. Staffel (D 2001–2002) - 128. Mann auf Rezept (14. Dezember 2001) - 129. Maria und Maik (21. Dezember 2001) - 130. Der Neue (28. Dezember 2001) - 131. Flucht (4. Januar 2002) - 132. In den nächsten Stunden (11. Januar 2002) - 133. Diebe (18. Januar 2002) - 134. Alt und Jung (25. Januar 2002) - 135. Alte Freunde (1. Februar 2002) - 136. Unerwarteter Besuch (8. Februar 2002) - 137. Ein Wort nur, ein Wort (15. Februar 2002) - 138. Sommertagsliebe (1. März 2002) - 139. Verwandte (8. März 2002) - 140. Geburtstag (15. März 2002) 12. Staffel (D 2003–2004) - 141. Ein Tag, wie ihn die Götter lieben (10. Oktober 2003) - 142. Eine unruhige Nacht (17. Oktober 2003) - 143. Frühschoppen (24. Oktober 2003) - 144. Chaos (31. Oktober 2003) - 145. Wiedersehen in Dänemark (7. November 2003) - 146. Verwandtschaft zu Besuch (14. November 2003) | - 147. Hochsaison (21. November 2003) - 148. Vollendete Tatsachen (28. November 2003) - 149. Die Versuchung (5. Dezember 2003) - 150. Mit Nebenwirkung (12. Dezember 2003) - 151. Entfernt und doch nah (19. Dezember 2003) - 152. Zwei gute Freunde (2. Januar 2004) 13. Staffel (D 2004) - 153. Eingriff mit Folgen (9. Januar 2004) - 154. Benni! Wo ist Benni? (16. Januar 2004) - 155. Loslassen (23. Januar 2004) - 156. Hinter der Fassade (30. Januar 2004) - 157. Schweigepflicht (6. Februar 2004) - 158. Mit den besten Empfehlungen (13. Februar 2004) - 159. Ein kleiner Kick (20. Februar 2004) - 160. Spiel mit dem Feuer (27. Februar 2004) - 161. Die Kündigung (5. März 2004) - 162. Eine schwere Entscheidung (12. März 2004) - 163. Recht hat, wer Recht hat (19. März 2004) - 164. Süße Geheimnisse (26. März 2004) 14. Staffel (D 2005) - 165. Lust und Leid (7. Oktober 2005) - 166. Liebe Mutter (14. Oktober 2005) - 167. Über den Wolken (21. Oktober 2005) - 168. Reise zu verschenken (28. Oktober 2005) - 169. Notlügen (4. November 2005) - 170. Väter und Söhne (11. November 2005) - 171. Im selben Boot (18. November 2005) - 172. Fahrerflucht (25. November 2005) - 173. Ein geschenkter Gaul (2. Dezember 2005) - 174. Neue Wege (9. Dezember 2005) - 175. Eckholms Geburtstag (16. Dezember 2005) - 176. Kleine große Hoffnung (30. Dezember 2005) 15. Staffel (D 2006) - 177. Der Entschluss (6. Januar 2006) - 178. Kunstfehler (13. Januar 2006) - 179. Der Antrag (20. Januar 2006) - 180. Getrennt von Tisch und Bett (27. Januar 2006) - 181. Punkte für Teschner (3. Februar 2006) - 182. Über den Schatten springen (17. Februar 2006) - 183. Kalles Liebe (3. März 2006) - 184. Naturtalente (10. März 2006) - 185. Stille Not (17. März 2006) - 186. Zwischen Baum und Borke (24. März 2006) - 187. Der verlorene Sohn (31. März 2006) - 188. Kettenreaktion (7. April 2006) - 189. Die Bürgschaft (21. April 2006) - 190. Eine letzte Reise (28. April 2006) - 191. Spätfolgen (5. Mai 2006) 16. Staffel (D 2007) - 192. Familienfragen (21. September 2007) - 193. Geschäftsgebaren (28. September 2007) - 194. Hals über Kopf (5. Oktober 2007) - 195. Scheiden tut weh (12. Oktober 2007) - 196. Stumme Wut (19. Oktober 2007) - 197. Kein X für ein U (26. Oktober 2007) - 198. Eine Frage der Geduld (2. November 2007) - 199. Erste Hilfe (9. November 2007) - 200. Hauptverhandlung (16. November 2007) - 201. Der Traumprinz (23. November 2007) - 202. Patient Roßwein (30. November 2007) - 203. Mutter im Haus (7. Dezember 2007) - 204. Junge Liebe, alte Liebe (14. Dezember 2007) - 205. Hoher Besuch (21. Dezember 2007) - 206. Stippvisite (28. Dezember 2007) 17. Staffel (D 2008–2009) - 207. Freunde in Not (5. September 2008) - 208. Wendepunkte (12. September 2008) - 209. Volles Haus (19. September 2008) - 210. Schrecksekunde (26. September 2008) - 211. Wer zweimal lügt... (10. Oktober 2008) - 212. Lektionen (17. Oktober 2008) - 213. Unter keinen anderen Umständen (24. Oktober 2008) - 214. Seelenfinsternis (31. Oktober 2008) - 215. Abschiede (7. November 2008) - 216. Liebesangst (14. November 2008) - 217. Gute Geschäfte (21. November 2008) - 218. Besuch aus der Vergangenheit (28. November 2008) - 219. Anfangsschwierigkeiten (5. Dezember 2008) - 220. Klipp und klar (12. Dezember 2008) - 221. Geheimnisträger (19. Dezember 2008) - 222. Der Weg ist das Ziel (2. Januar 2009) 18. Staffel (D 2009) - 223. Alles auf Anfang! (1) (8. Januar 2009) - 224. Alles auf Anfang! (2) (8. Januar 2009) - 225. Reine Nervensache (9. Januar 2009) - 226. Reanimationsversuche (16. Januar 2009) - 227. Festgefahren (23. Januar 2009) - 228. Intrige mit Folgen (30. Januar 2009) - 229. Florians Flucht (6. Februar 2009) - 230. Unversöhnlich (13. Februar 2009) - 231. Schusswechsel (20. Februar 2009) - 232. Vertrauter Fremder (27. Februar 2009) - 233. Zwei Väter für ein Kind (6. März 2009) - 234. Wen man einmal liebt (13. März 2009) - 235. Gnade vor Recht (20. März 2009) - 236. Wechselschritt (27. März 2009) - 237. Schritte ins Ungewisse (3. April 2009) 19. Staffel (D 2010–2011) - 238. Lebenslügen (1) (28. September 2010) - 239. Lebenslügen (2) (28. September 2010) - 240. Schuss vor den Bug (1. Oktober 2010) - 241. Dicke Luft (8. Oktober 2010) - 242. Der verlorene Sohn (15. Oktober 2010) - 243. Alles ist relativ (22. Oktober 2010) - 244. Schlechte Gewohnheiten (29. Oktober 2010) - 245. Gefährdet (5. November 2010) - 246. Eine schwere Geburt (12. November 2010) - 247. Freunde fürs Leben (19. November 2010) - 248. Stimme des Herzens (26. November 2010) - 249. In der Sackgasse (3. Dezember 2010) - 250. Pflücke den Tag (10. Dezember 2010) - 251. Verständigungsprobleme (17. Dezember 2010) - 252. Elternfreud, Elternleid (7. Januar 2011) - 253. Das verlorene Glück (14. Januar 2011) - 254. Abgeschirmt (21. Januar 2011) - 255. Bittere Pillen (28. Januar 2011) 20. Staffel (D 2011–2012) - 256. Herzensreise (1) (12. Juni 2012) - 257. Herzensreise (2) (12. Juni 2012) - 258. Hochzeitsfieber (4. Februar 2011) - 259. Ein unvergesslicher Tag (11. Februar 2011) - 260. Auszeit (18. Februar 2011) - 261. Doppelleben (25. Februar 2011) - 262. Überlastet (4. März 2011) - 263. Unsichtbare Wunden (18. März 2011) - 264. Scherbenhaufen (25. März 2011) - 265. Schlechte Karten (1. April 2011) - 266. Neben der Spur (8. April 2011) - 267. Letzte Worte (15. April 2011) - 268. Auf die Freundschaft (29. April 2011) - 269. Reden ist Gold (6. Mai 2011) - 270. Zeichen und Wunder (13. Mai 2011) 21. Staffel (D 2012–2013) - 271. Schwere Geburt (14. September 2012) - 272. Wie geht eigentlich Familie? (21. September 2012) - 273. Heultage (28. September 2012) - 274. Kein Zuckerschlecken (5. Oktober 2012) - 275. Wahre Freunde (12. Oktober 2012) - 276. Bittere Wahrheiten (19. Oktober 2012) - 277. Zerreißprobe (26. Oktober 2012) - 278. Blinde Flecken (2. November 2012) - 279. Falsch gewickelt (9. November 2012) - 280. Eine Frage des Vertrauens (16. November 2012) - 281. Bitteres Ende (4. Januar 2013) - 282. Zitterpartie (11. Januar 2013) - 283. Amtshilfe (18. Januar 2013) - 284. Den eigenen Weg gehen (25. Januar 2013) - 285. Himmlische Zeichen (1. Februar 2013) 22. Staffel (D 2013) - 286. Entführt (8. Februar 2013) - 287. Gesichtsverlust (15. Februar 2013) - 288. Rückgrat zeigen (22. Februar 2013) - 289. Vor großen Veränderungen (1. März 2013) - 290. Fachgespräche (8. März 2013) - 291. Kinderkrankheiten (15. März 2013) - 292. Frischer Wind (12. April 2013) - 293. Aus dem Spiel genommen (19. April 2013) - 294. Asyl (26. April 2013) - 295. Erstickungsangst (3. Mai 2013) - 296. Wahlverwandtschaften (10. Mai 2013) - 297. Einsturzgefahr (17. Mai 2013) |

## Besetzung

### Hauptdarsteller
| in der Reihenfolge ihres ersten Auftretens Ausschlusskriterium: Nennung im Vorspann (bzw. für Staffel 1–7: Nennung mit Rollennamen an vorderer Stelle des Abspanns) | in der Reihenfolge ihres ersten Auftretens Ausschlusskriterium: Nennung im Vorspann (bzw. für Staffel 1–7: Nennung mit Rollennamen an vorderer Stelle des Abspanns) | in der Reihenfolge ihres ersten Auftretens Ausschlusskriterium: Nennung im Vorspann (bzw. für Staffel 1–7: Nennung mit Rollennamen an vorderer Stelle des Abspanns) | in der Reihenfolge ihres ersten Auftretens Ausschlusskriterium: Nennung im Vorspann (bzw. für Staffel 1–7: Nennung mit Rollennamen an vorderer Stelle des Abspanns) |
| Darsteller | Rolle | Folgen | Staffeln |
| --- | --- | --- | --- |
| Christian Quadflieg | Dr. Karsten Mattiesen † | 1–41 | 1–4 |
| Gila von Weitershausen | Annemarie Huber verw. Mattiesen, gesch. Mattiesen, geb. Hausmann | 1–69 | 1–6 |
| Hendrik Martz | Eike Mattiesen | 1–54 112–114 | 1–5 9 |
| Antje Weisgerber | Olga Mattiesen geb. Zielcke (19) / Nissen (115/185) † | 1–114 | 1–9 |
| Katharina Lehmann | Kerstin Mattiesen gesch. Kuss, geb. Mattiesen | 1–127 | 1–10 |
| Heinz Reincke | Albert Eckholm (bis 78: Albrecht) | 2–242 | 1–19 |
| Gerhard Olschewski | Hinnerk Alfred Hinnerksen (7–46: Alfred, 47–79: Hinnerk) | 7–297 | 1–22 |
| Edith Behleit | Else Hildegard Jürgens (16–140: Else, 146–157: Hildegard, 158–246: Hildegard Else)                                                                                  | 16–296 | 2–22 |
| Walter Plathe | Dr. Friedrich Anton Ulrich „Uli“ Teschner | 42–222 | 4–17 |
| Julia Biedermann | Yvonne Teschner | 45–63 89 | 4–5 7 |
| Till Demtrøder | Wanja Teschner | 46–78 94–233 267–281 | 4–6 8–18 20–21 |
| Karin Düwel | Dr. Lilli Schwarzenberg-Teschner verw. Schwarzenberg | 66–104 | 6–8 |
| Karina Thayenthal | Jutta Weg(e)ner | 93–192 | 8–16 |
| Timothy Peach | Dr. Jens Kasperski | 106–125 158–160 | 9–10 13 |
| Franziska Troegner | Gertrud Hinnerksen geb. Hollerbusch | 117–297 | 10–22 |
| Christian Schmidt | Dr. Moritz Roßwein | 130–179 | 11–15 |
| Sabine Bach | Anne Helligpeter geb. Wintersdorf | 184–222 | 15–17 |
| Maximilian Werner | Florian Jantzen #1 | 223–237 | 18 |
| Wayne Carpendale | Dr. Jan Bergmann | 223–297 | 18–22 |
| Caroline Scholze | Maren Jantzen | 223–297 | 18–22 |
| Erika Skrotzki | Doris Jantzen | 223–297 | 18–22 |
| Gunter Schoß | Prof. Dr. Heinrich Bergmann | 223–297 | 18–22 |
| Lea Faßbender | Anja Steinwehr | 232–297 | 18–22 |
| Niels Bruno Schmidt | Erik Wilfert | 242–294 | 19–22 |

### Nebendarsteller
| in der Reihenfolge ihres ersten Auftretens Ausschlusskriterium: Auftritte in mindestens zwei Staffeln | in der Reihenfolge ihres ersten Auftretens Ausschlusskriterium: Auftritte in mindestens zwei Staffeln | in der Reihenfolge ihres ersten Auftretens Ausschlusskriterium: Auftritte in mindestens zwei Staffeln | in der Reihenfolge ihres ersten Auftretens Ausschlusskriterium: Auftritte in mindestens zwei Staffeln |
| Darsteller                                                                                            | Rolle                                                                                                 | Folgen                                                                                                | Staffeln                                                                                              |
| --- | --- | --- | --- |
| Evelyn Hamann                                                                                         | Thea Knoll                                                                                            | 1–27                                                                                                  | 1–2                                                                                                   |
| Horst Schön                                                                                           | Fritz Karlsen                                                                                         | 1–30                                                                                                  | 1–2                                                                                                   |
| Hans Häckermann                                                                                       | Karl Schultes                                                                                         | 1–72                                                                                                  | 1–6                                                                                                   |
| Werner Berndt                                                                                         | Bruno Schintz (bis 65: Knut) †                                                                        | 1–80                                                                                                  | 1–7                                                                                                   |
| Sönke Schütt                                                                                          | Helmut Schließer (bis 53: Max)                                                                        | 1–133                                                                                                 | 1–11                                                                                                  |
| Gerda Gmelin                                                                                          | Berta Rogalla (bis 70: Jacobsen) †                                                                    | 1–152                                                                                                 | 1–12                                                                                                  |
| Andrea Popadic                                                                                        | Inken Bohm verw. Engel, gesch. Bohm, geb. Eckholm                                                     | 1–30 40–242 278                                                                                       | 1–2 4–19 21                                                                                           |
| Hans-Georg Panczak                                                                                    | Mark Bohm                                                                                             | 1–30 40–242 277–289                                                                                   | 1–2 4–19 21–22                                                                                        |
| Wolfram Schaerf                                                                                       | Wilhelm Fletsch                                                                                       | 2–30                                                                                                  | 1–2                                                                                                   |
| Marco Kröger                                                                                          | Kellner Franz                                                                                         | 2–30 59                                                                                               | 1–2 5                                                                                                 |
| Nikolaus Schilling                                                                                    | Apotheker Jansen (bis 54: Janssen)                                                                    | 2–15 54–90                                                                                            | 1 5–7                                                                                                 |
| Fritz Hollenbeck                                                                                      | Fritz Asmussen (3: Fiete, 13–43: Willem)                                                              | 2–118                                                                                                 | 1–10                                                                                                  |
| Eva Maria Bauer                                                                                       | Charlotte Sellmann † (74–84: Katharina, 85–124: Hilde)                                                | 2–15 73–189                                                                                           | 1 6–15                                                                                                |
| Gisela Trowe                                                                                          | Bea Cornelsen geb. Gräfin von Kurschheim                                                              | 2–175 204–217                                                                                         | 1–14 16–17                                                                                            |
| Uwe Hacker                                                                                            | Erich Schröll                                                                                         | 3–20                                                                                                  | 1–2                                                                                                   |
| Helga Bammert                                                                                         | Margarete „Marga“                                                                                     | 3–37                                                                                                  | 1–3                                                                                                   |
| Thomas Naumann                                                                                        | Holger Petersen                                                                                       | 3–15 40–73                                                                                            | 1 4–6                                                                                                 |
| Jens Scheiblich                                                                                       | Karl Heitmann (bis 98: Gerd)                                                                          | 4–152                                                                                                 | 1–12                                                                                                  |
| Peter Heinrich Brix                                                                                   | Bauarbeiter Albert                                                                                    | 6–19                                                                                                  | 1–2                                                                                                   |
| Gerty Molzen                                                                                          | Frau Hinnerksen †                                                                                     | 7–25                                                                                                  | 1–2                                                                                                   |
| Lutz Mackensy                                                                                         | Hagen Dröge                                                                                           | 7–58                                                                                                  | 1–5                                                                                                   |
| Gert Haucke                                                                                           | Bruno Hanusch                                                                                         | 7–152                                                                                                 | 1–12                                                                                                  |
| Wolf-Dietrich Berg                                                                                    | Anton Fletsch (7–15: Anton, 54–78: Georg, 81–106: Hans)                                               | 7–15 54–81 106–160                                                                                    | 1 5–7 9–13                                                                                            |
| Joachim Wolff                                                                                         | Bäcker Ehlers                                                                                         | 8–24                                                                                                  | 1–2                                                                                                   |
| Carolin van Bergen                                                                                    | Doris                                                                                                 | 9–39                                                                                                  | 1–3                                                                                                   |
| Volker Brandt                                                                                         | Lasse Grünberg                                                                                        | 10–27                                                                                                 | 1–2                                                                                                   |
| Beatrice Kessler                                                                                      | Corinna Grünberg geb. Martens                                                                         | 10–27                                                                                                 | 1–2                                                                                                   |
| Katharina Köhntopp                                                                                    | Gudrun Helgert                                                                                        | 12–21                                                                                                 | 1–2                                                                                                   |
| Tino Schaffranek                                                                                      | Robert „Robby“ Detlefsen                                                                              | 16–43                                                                                                 | 2–4                                                                                                   |
| Marianne Kehlau                                                                                       | Anna Detlefsen                                                                                        | 16–44                                                                                                 | 2–4                                                                                                   |
| Hubertus Bengsch                                                                                      | Peter Detlefsen                                                                                       | 16–46                                                                                                 | 2–4                                                                                                   |
| Annette Mayer                                                                                         | Britta                                                                                                | 16–46                                                                                                 | 2–4                                                                                                   |
| Joseline Gassen                                                                                       | Grete Hinnerksen verw. Melsen †                                                                       | 16–65                                                                                                 | 2–5                                                                                                   |
| Rotraut Conrad                                                                                        | Erna Asmussen                                                                                         | 16–30 43–118                                                                                          | 2 4–10                                                                                                |
| Renate Reger                                                                                          | Ina Eckholm gesch. Albers                                                                             | 17–41                                                                                                 | 2–4                                                                                                   |
| Sophie Steiner                                                                                        | Stefanie „Steffi“ Albers                                                                              | 17–41                                                                                                 | 2–4                                                                                                   |
| Peter Groß                                                                                            | Direktor Böhm                                                                                         | 17–57                                                                                                 | 2–5                                                                                                   |
| Dieter Eppler                                                                                         | Hugo Cornelsen †                                                                                      | 19–96                                                                                                 | 2–8                                                                                                   |
| Adelheid Hinz                                                                                         | Beate Marjahn geb. Ploog                                                                              | 26 45                                                                                                 | 2 4                                                                                                   |
| Peter Heinrich Brix                                                                                   | Postbote                                                                                              | 31–52                                                                                                 | 3–4                                                                                                   |
| Britta Müller-Hannes                                                                                  | Karin Heitmann                                                                                        | 31–39 67–99 121                                                                                       | 3 6–8 10                                                                                              |
| Angelika Milster                                                                                      | Barbara Hanusch geb. Spengler                                                                         | 31–151                                                                                                | 3–12                                                                                                  |
| Karin Thaler                                                                                          | Veronika „Vroni“ Roßwein geb. Schickel                                                                | 32–54 158–220                                                                                         | 3–5 13–17                                                                                             |
| Muriel Baumeister                                                                                     | Franziska                                                                                             | 40–54                                                                                                 | 4–5                                                                                                   |
| Herbert Herrmann                                                                                      | Dr. Helmut Berner                                                                                     | 40–57                                                                                                 | 4–5                                                                                                   |
| Alexander Mönnig                                                                                      | Henner Bold                                                                                           | 40–129                                                                                                | 4–11                                                                                                  |
| Marina Braun-Goedelt                                                                                  | Marina                                                                                                | 47–81                                                                                                 | 4–7                                                                                                   |
| Monika Woytowicz                                                                                      | Elsa Teschner-Polenberg gesch. Teschner                                                               | 47–62 89                                                                                              | 4–5 7                                                                                                 |
| Uschi Bour                                                                                            | Wally Reinders                                                                                        | 50–68                                                                                                 | 4–6                                                                                                   |
| Gisela Uhlen                                                                                          | Saskia Hanusch                                                                                        | 50–70                                                                                                 | 4–6                                                                                                   |
| Ulli Kinalzik                                                                                         | Erwin Franzeck                                                                                        | 52–53                                                                                                 | 4–5                                                                                                   |
| Jürgen Reuter                                                                                         | Werner Engel (bis 119: Joachim) †                                                                     | 54–132                                                                                                | 5–11                                                                                                  |
| Regine Vergeen                                                                                        | Maria Fletsch (bis 69: Alma)                                                                          | 54–81 126 144                                                                                         | 5–7 10 12                                                                                             |
| Bodo Wolf                                                                                             | Dr. Sven Putalla (bis 69: Gerstner)                                                                   | 55–70                                                                                                 | 5–6                                                                                                   |
| Sen Köppens                                                                                           | Michael Frohner †                                                                                     | 59–68                                                                                                 | 5–6                                                                                                   |
| Benjamin Knitsch                                                                                      | Gerhard „Gerd“ Frohner                                                                                | 59–82                                                                                                 | 5–7                                                                                                   |
| Günter Schubert                                                                                       | Günter Frohner (bis 72: Karl-Heinz)                                                                   | 59–82                                                                                                 | 5–7                                                                                                   |
| Uta Schorn                                                                                            | Anna Inge Frohner gesch. Frohner, geb. Herrmann (59: Isolde, 59–69: Inge, 71–72: Anna)                | 59–85                                                                                                 | 5–7                                                                                                   |
| Klaus Gehrke                                                                                          | Karl Gerhard „Kalle“ Opdehn (bis 114: Karl Günter)                                                    | 61–269                                                                                                | 5–20                                                                                                  |
| Julia Mosblech                                                                                        | Monika Bold geb. Helmers                                                                              | 63–141                                                                                                | 5–12                                                                                                  |
| Jürgen Zartmann                                                                                       | Dr. Peter Eduard Maria Huber                                                                          | 64–69                                                                                                 | 5–6                                                                                                   |
| Gerd Grasse                                                                                           | Winfried Kranz                                                                                        | 64–284                                                                                                | 5–21                                                                                                  |
| Katja Woywood                                                                                         | Paula Huber                                                                                           | 66–96                                                                                                 | 6–8                                                                                                   |
| Hannes Restel                                                                                         | Carlos Schwarzenberg                                                                                  | 66–97                                                                                                 | 6–8                                                                                                   |
| Patrick Winczewski                                                                                    | Uwe Kuss                                                                                              | 69–148                                                                                                | 6–12                                                                                                  |
| Gabriele Isakian                                                                                      | Sekretärin Gabi                                                                                       | 70–101                                                                                                | 6–8                                                                                                   |
| Helmut Zierl                                                                                          | Dr. Andreas Kroll                                                                                     | 71–88                                                                                                 | 6–7                                                                                                   |
| Katerina Jacob                                                                                        | Elke Hinnerksen gesch. Schuster, geb. Habersaat                                                       | 71–116                                                                                                | 6–10                                                                                                  |
| Patricia Frey                                                                                         | Karla Bäumler                                                                                         | 72–104                                                                                                | 6–8                                                                                                   |
| Ulrich Faulhaber                                                                                      | Hans Harmsen                                                                                          | 74–75 153–182                                                                                         | 6 13–15                                                                                               |
| Heidemarie Wenzel                                                                                     | Frau Schintz                                                                                          | 77–104                                                                                                | 6–8                                                                                                   |
| Carsten Voigt                                                                                         | Martin Böhlau                                                                                         | 77–140                                                                                                | 6–11                                                                                                  |
| Ellen Schwiers                                                                                        | Frau Habersaat                                                                                        | 80–94 116                                                                                             | 7–8 10                                                                                                |
| Irmgard Riessen                                                                                       | Verena Mohnholz (bis 86: Vera)                                                                        | 85–86 147–152                                                                                         | 7 12                                                                                                  |
| Stefan Gossler                                                                                        | Prof. Dr. Eberhard Schreiber                                                                          | 88–103                                                                                                | 7–8                                                                                                   |
| Achim Hübner                                                                                          | Herr Kuss                                                                                             | 93–100 115–127                                                                                        | 7–8 10                                                                                                |
| Lissy Tempelhof                                                                                       | Frau Kuss                                                                                             | 93–100 115–127                                                                                        | 7–8 10                                                                                                |
| Victoria Sturm                                                                                        | Floriane „Flori“ Habersaat                                                                            | 94–221                                                                                                | 8–17                                                                                                  |
| Ulina am Ende                                                                                         | Frau Michelsen                                                                                        | 97–110                                                                                                | 8–9                                                                                                   |
| Nana Spier                                                                                            | Bettina Mollenhauer                                                                                   | 97–121                                                                                                | 8–10                                                                                                  |
| Eckhardt Bogda                                                                                        | Herr Weber                                                                                            | 97–292                                                                                                | 8–22                                                                                                  |
| Gudrun Okras                                                                                          | Frau Jansen                                                                                           | 98–158                                                                                                | 8–13                                                                                                  |
| Moritz Heitmann                                                                                       | Knut Mollenhauer                                                                                      | 99–121                                                                                                | 8–10                                                                                                  |
| Barbara Dittus                                                                                        | Helga Kranz                                                                                           | 103–135                                                                                               | 8–11                                                                                                  |
| Jens Knospe                                                                                           | Christian Kooker                                                                                      | 106–121                                                                                               | 8–10                                                                                                  |
| Fiona Molloy                                                                                          | Katharina Erdmann                                                                                     | 112–115                                                                                               | 9–10                                                                                                  |
| Karl Sturm                                                                                            | Trainer Ted Langholz                                                                                  | 113–122 176                                                                                           | 9–10 14                                                                                               |
| Daniela Hoffmann                                                                                      | Ines Halling geb. Krabbentin                                                                          | 113–297                                                                                               | 9–22                                                                                                  |
| Remo Remotti                                                                                          | Camillo Armando Fernandes                                                                             | 117–135                                                                                               | 10–11                                                                                                 |
| Frank Behnke                                                                                          | Achim van Hylsen                                                                                      | 118–159                                                                                               | 10–13                                                                                                 |
| Judith Pinnow                                                                                         | Manuela Bredewig                                                                                      | 119–148                                                                                               | 10–12                                                                                                 |
| Ulrike Mai                                                                                            | Liesbeth „Li“ Körner                                                                                  | 123–128                                                                                               | 10–11                                                                                                 |
| Claudia Wenzel                                                                                        | Marita Lengefeldt                                                                                     | 123 148                                                                                               | 10 12                                                                                                 |
| Luise Bähr                                                                                            | Ramona Merkel                                                                                         | 124–222                                                                                               | 10–17                                                                                                 |
| Klaus Guth                                                                                            | Klaus-Jürgen Baldauf                                                                                  | 126–132                                                                                               | 10–11                                                                                                 |
| Andreas Bisowski                                                                                      | Kai Larsen                                                                                            | 126–214                                                                                               | 10–17                                                                                                 |
| Gerd Silberbauer                                                                                      | Prof. Herbert Roßwein                                                                                 | 127–220                                                                                               | 10–17                                                                                                 |
| Thomas Balou Martin                                                                                   | Jens Halling                                                                                          | 128–297                                                                                               | 11–22                                                                                                 |
| Udo Thomer                                                                                            | Alois Patzner                                                                                         | 130–159                                                                                               | 11–13                                                                                                 |
| Felix Beyerbach                                                                                       | Roberto Hanusch                                                                                       | 132–151                                                                                               | 11–12                                                                                                 |
| Claus Jahn                                                                                            | Tobias „Tobi“ Bohm                                                                                    | 132–175 208–242                                                                                       | 11–14 17–19                                                                                           |
| Hartmut Schreier                                                                                      | Herr Lange                                                                                            | 134–142 202                                                                                           | 11–12 16                                                                                              |
| Christine Schorn                                                                                      | Helga Schöler geb. Alschweig (bis 139: Ruth)                                                          | 134–146                                                                                               | 11–12                                                                                                 |
| Nynne Bugat                                                                                           | Gitte Sørensen                                                                                        | 134–215                                                                                               | 11–17                                                                                                 |
| Frederike Euler                                                                                       | Jeanette Weg(e)ner geb. Weg(e)ner                                                                     | 136–215                                                                                               | 11–17                                                                                                 |
| Andreas Nickl                                                                                         | Heiko Wolfsen                                                                                         | 139–169                                                                                               | 11–14                                                                                                 |
| Felix Theissen                                                                                        | Alexander Reutershagen                                                                                | 140–145                                                                                               | 11–12                                                                                                 |
| Aline Hochscheid                                                                                      | Vera Martens                                                                                          | 141–177                                                                                               | 12–15                                                                                                 |
| Thorsten Nindel                                                                                       | Sven Olsen                                                                                            | 141–274                                                                                               | 12–21                                                                                                 |
| Janina Uhse                                                                                           | Melanie Peschke                                                                                       | 142–220                                                                                               | 12–17                                                                                                 |
| Karin Eickelbaum                                                                                      | Marietheres Sabel †                                                                                   | 143–164                                                                                               | 12–13                                                                                                 |
| Philipp Freitag                                                                                       | David Sabel                                                                                           | 143–164                                                                                               | 12–13                                                                                                 |
| Claudine Wilde                                                                                        | Renate Sabel                                                                                          | 143–172                                                                                               | 12–14                                                                                                 |
| Stefanie Mensing                                                                                      | Tina Krumel                                                                                           | 143–174                                                                                               | 12–14                                                                                                 |
| Isabella Grothe                                                                                       | Frau Brettschneider                                                                                   | 143–182                                                                                               | 12–15                                                                                                 |
| Jens Eulenberger                                                                                      | Hannes Grothusen                                                                                      | 145–188                                                                                               | 12–15                                                                                                 |
| Juliane Gibbins                                                                                       | Katja Klinge                                                                                          | 146–149 199                                                                                           | 12 16                                                                                                 |
| Henning Schimke                                                                                       | Dachdecker Brendel                                                                                    | 153–165                                                                                               | 13–14                                                                                                 |
| Ina Holst                                                                                             | Hilde Harmsen                                                                                         | 153 182                                                                                               | 13 15                                                                                                 |
| Jens Winter                                                                                           | Urs Jacob                                                                                             | 153–189                                                                                               | 13–15                                                                                                 |
| Jakob & Leon Hilcken                                                                                  | Benjamin „Benni“ Teschner                                                                             | 153–192                                                                                               | 13–16                                                                                                 |
| Ulrich Gebauer                                                                                        | Claas Moser                                                                                           | 153–284                                                                                               | 13–21                                                                                                 |
| Matthias Zelic                                                                                        | Herr Hochneder                                                                                        | 154–188 218–255                                                                                       | 13–15 17–19                                                                                           |
| Maria Hartmann                                                                                        | Hella Petersen                                                                                        | 155 181                                                                                               | 13 15                                                                                                 |
| Julian Paeth                                                                                          | Peer Moser                                                                                            | 156–295                                                                                               | 13–22                                                                                                 |
| Louisa Herfert                                                                                        | Mara Wiesner                                                                                          | 157–176                                                                                               | 13–14                                                                                                 |
| Katrin Pollitt                                                                                        | Carola Wiesner                                                                                        | 157–292                                                                                               | 13–22                                                                                                 |
| Jacqueline Svilarov                                                                                   | Laura Helfritzsch                                                                                     | 159–296                                                                                               | 13–22                                                                                                 |
| Tetje Mierendorf                                                                                      | Herr Rattler jun.                                                                                     | 163–167                                                                                               | 13–14                                                                                                 |
| Enrique Keil                                                                                          | Dr. Uwe Heider                                                                                        | 166–259 286–289                                                                                       | 14–20 22                                                                                              |
| Ulrich Bähnk                                                                                          | Dieter Paetz                                                                                          | 168–296                                                                                               | 14–22                                                                                                 |
| Eva Kryll                                                                                             | Dr. Katrin Husemann                                                                                   | 175–221                                                                                               | 14–17                                                                                                 |
| Svea Timander                                                                                         | Sabine Groterjahn †                                                                                   | 177–196                                                                                               | 15–16                                                                                                 |
| Konstantin Graudus                                                                                    | Lars Groterjahn                                                                                       | 177–197                                                                                               | 15–16                                                                                                 |
| Gudrun Ritter                                                                                         | Frau Schuppan                                                                                         | 179–180 214                                                                                           | 15 17                                                                                                 |
| Manou Lubowski                                                                                        | Nicolas Brenner                                                                                       | 181–222                                                                                               | 15–17                                                                                                 |
| Horst Krause                                                                                          | Fridolin Breitener                                                                                    | 183–216                                                                                               | 15–17                                                                                                 |
| Walfriede Schmitt                                                                                     | Ellen Petri †                                                                                         | 183–267                                                                                               | 15–20                                                                                                 |
| Annett Kruschke                                                                                       | Frau Peschke                                                                                          | 185 217                                                                                               | 15 17                                                                                                 |
| Bruno Frank Apitz                                                                                     | „Manne“ Ebert                                                                                         | 189–221                                                                                               | 15–17                                                                                                 |
| Maike Bollow                                                                                          | Birte Schachtelmann                                                                                   | 193–219                                                                                               | 16–17                                                                                                 |
| Heinrich Schafmeister                                                                                 | Volker Schachtelmann                                                                                  | 193–219                                                                                               | 16–17                                                                                                 |
| Ruby Kossin                                                                                           | Sabine Mertmann                                                                                       | 195–209                                                                                               | 16–17                                                                                                 |
| Silke Matthias                                                                                        | Elke Mertmann                                                                                         | 195–209                                                                                               | 16–17                                                                                                 |
| Renate Schroeter                                                                                      | Gabriele Wintersdorf                                                                                  | 203–231                                                                                               | 16–18                                                                                                 |
| Mike Krüger                                                                                           | Mike Krüger                                                                                           | 205–220                                                                                               | 16–17                                                                                                 |
| Gerhart Lippert                                                                                       | Gunnar Wintersdorf                                                                                    | 205–231                                                                                               | 16–18                                                                                                 |
| Frank Stieren                                                                                         | Dr. Max Ancker                                                                                        | 206–219                                                                                               | 16–17                                                                                                 |
| Dagmar Biener                                                                                         | Frau Stock                                                                                            | 212–229                                                                                               | 17–18                                                                                                 |
| Bojana Golenac                                                                                        | Ilka Johannsen                                                                                        | 213–233 267–269                                                                                       | 17–18 20                                                                                              |
| Luisa Lehmann                                                                                         | Isabell Johannsen                                                                                     | 213–269                                                                                               | 17–20                                                                                                 |
| Patrick Bach                                                                                          | Rüdiger Kalm                                                                                          | 216–233                                                                                               | 17–18                                                                                                 |
| Valerie Niehaus                                                                                       | Constanze Wenzel                                                                                      | 223–249                                                                                               | 18–19                                                                                                 |
| Oona Devi Liebich                                                                                     | Lea Hartmann geb. Kolbe                                                                               | 223–250                                                                                               | 18–19                                                                                                 |
| Ludger Pistor                                                                                         | Pastor Hannes Kolbe                                                                                   | 223–285                                                                                               | 18–21                                                                                                 |
| Albrecht Ganskopf                                                                                     | Fritz Pielke †                                                                                        | 225–243                                                                                               | 18–19                                                                                                 |
| Peter Prager                                                                                          | Prof. Dr. Felix Osterloh                                                                              | 226–287                                                                                               | 18–22                                                                                                 |
| Katharina Blaschke                                                                                    | Cynthia Husen                                                                                         | 227–292                                                                                               | 18–22                                                                                                 |
| Sebastian Deyle                                                                                       | Andreas Jeschke                                                                                       | 236–258                                                                                               | 18–20                                                                                                 |
| Niklas Tschernich                                                                                     | Florian Jantzen #2                                                                                    | 238–295                                                                                               | 19–22                                                                                                 |
| Kai Maertens                                                                                          | Peter Hamacher                                                                                        | 246–273                                                                                               | 19–21                                                                                                 |
| Nina Hoger                                                                                            | Brigitte Davis gesch. Moser                                                                           | 265–296                                                                                               | 20–22                                                                                                 |
| Adrian Topol                                                                                          | Nico Bock                                                                                             | 267–296                                                                                               | 21–22                                                                                                 |
| Clelia Sarto                                                                                          | Dr. Leticia Garcia                                                                                    | 285–297                                                                                               | 21–22                                                                                                 |

## Drehorte
Drehorte der Serie Der Landarzt waren die schleswigschen Landschaften Angeln und Schwansen an der Schlei. Stadtaufnahmen wurden meist in Kappeln, Flensburg, Eckernförde und Süderbrarup gedreht. Die Kulissen für die Landarztpraxis befanden sich im Gutshaus des ehemaligen Gutes Dänisch Lindau in Lindauhof bei Lindau an der Schlei, Gemeinde Boren, in dem nach dem endgültigen Ende der Dreharbeiten ein Café eingerichtet wurde. Als Haus des Kräuterdoktors Hinnerksen diente der Holländerhof in Wagersrott. Hafenszenen wurden außer in Kappeln und Eckernförde auch in Arnis, Maasholm, Sieseby und Flensburg gedreht. Ebenfalls in Flensburg befindet sich der „Segelflugplatz Deekelsen“. In Boren wurden die Friedhofsszenen gedreht. Krankenhausszenen beginnen in Damp an der Fassade des dortigen Hospitals und werden in den Krankenhäusern von Eckernförde (imland Klinik Eckernförde) oder Schleswig (Schlei-Klinikum) fortgesetzt. Das Hotel von Mark Bohm befindet sich in der Mühle Steinadler in Westerholz beziehungsweise in einem Café in Damp. Gräfin Beas Gärtnerei befindet sich in Gelting, die in der Serie gezeigte Apotheke in Satrup. „Maren Jantzens Gasthof“ ist in Wirklichkeit ein Hotel in Ulsnis. Frau Sellmanns Haus liegt in Grödersby, der „Wiesnerhof“ in Ekenis.

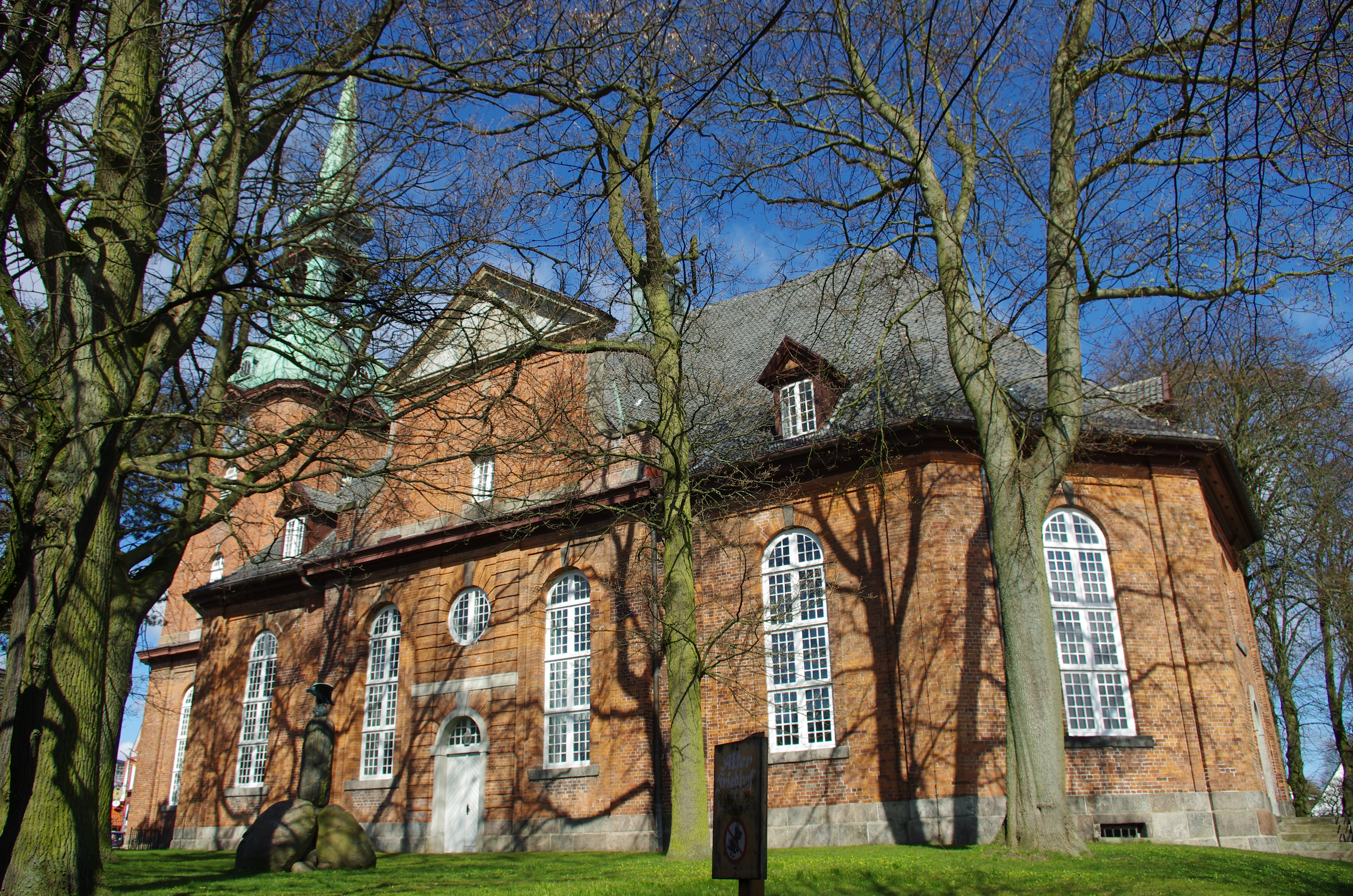
St. Nikolaikirche Kappeln
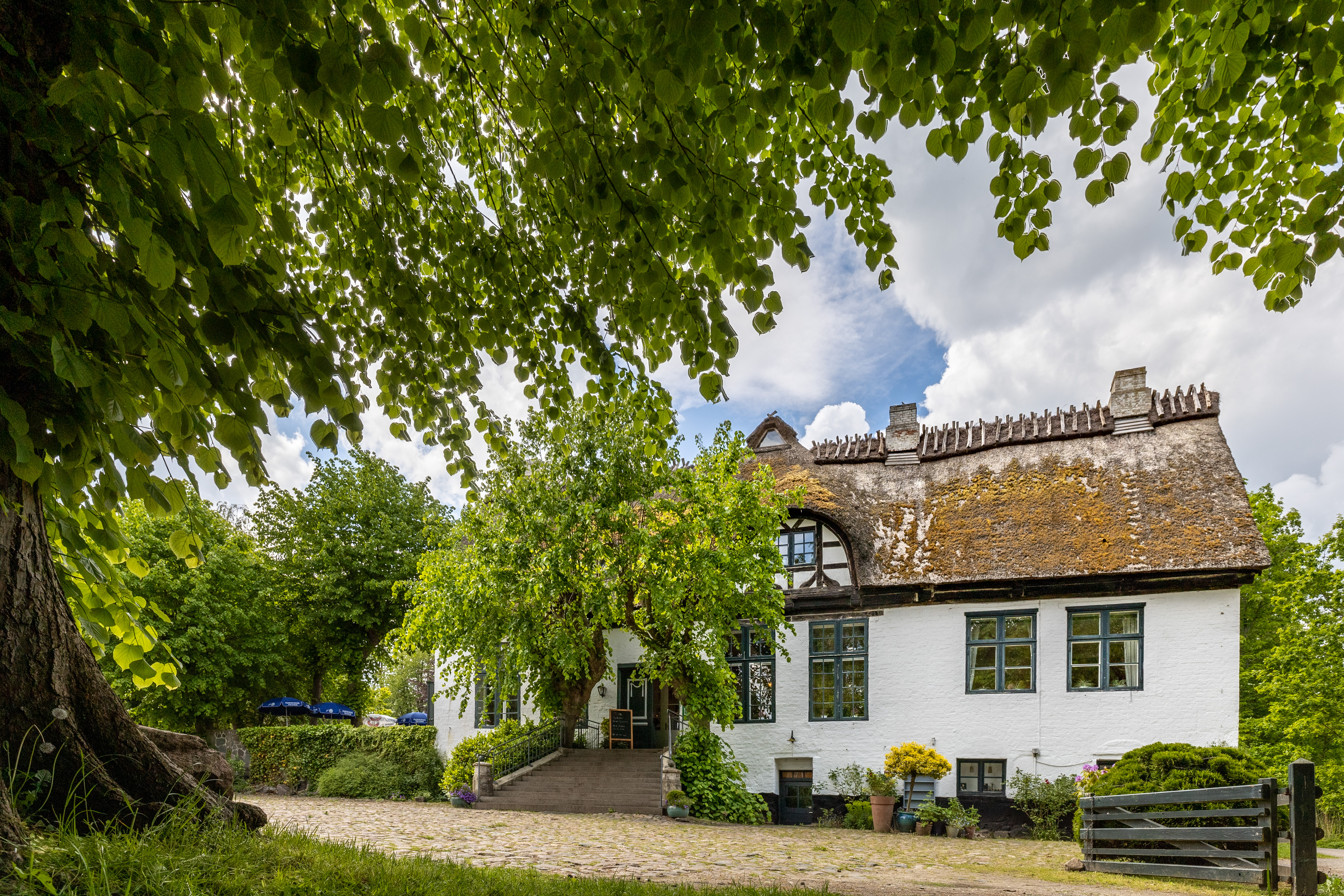
„Praxis des Landarztes“, Gut Dänisch Lindau
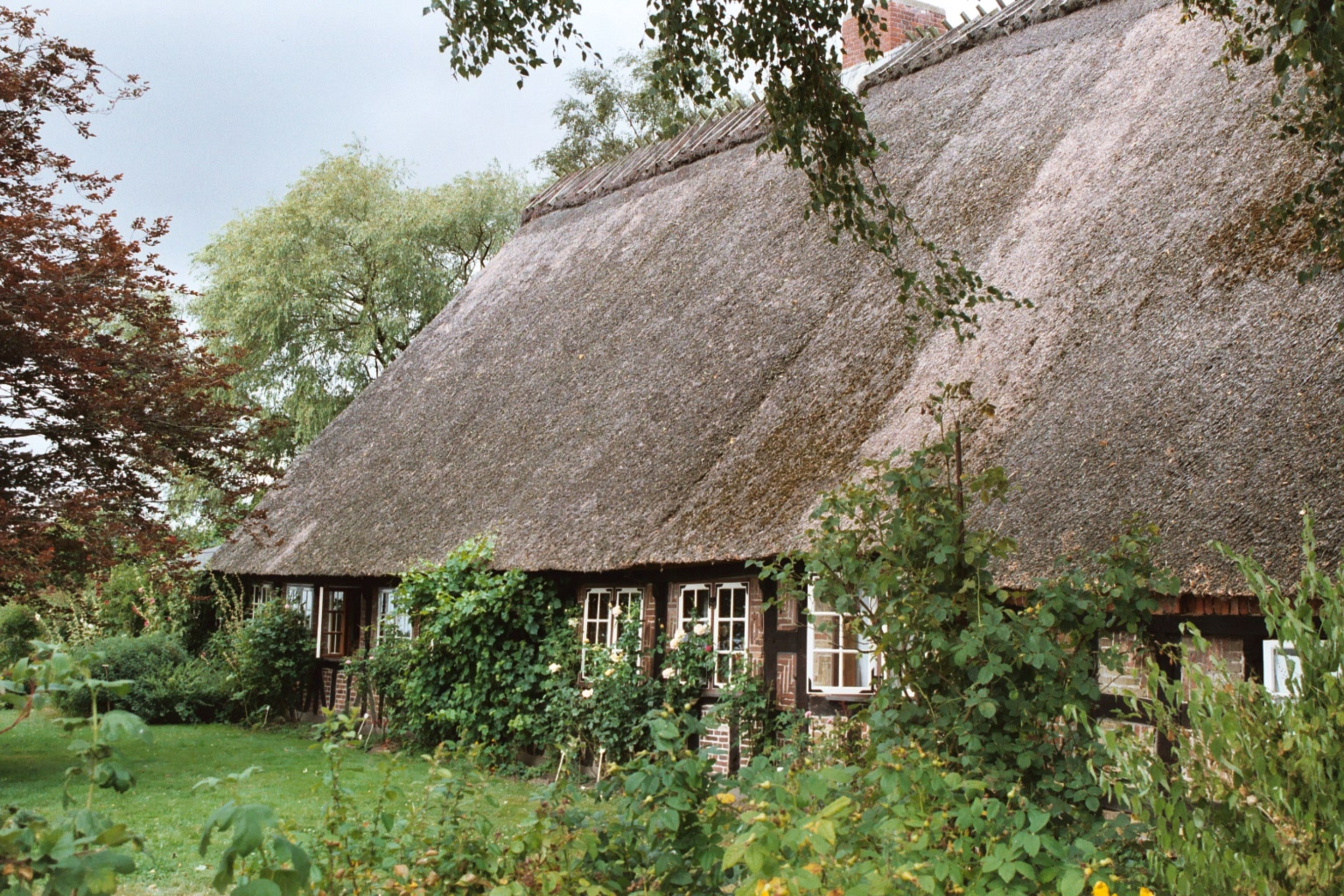
„Hinnerksen-Haus“, Holländerhof in Wagersrott
Apotheke in Satrup

Aus touristischen Gründen werden regelmäßig zu Pfingsten Schilder mit der Aufschrift Deekelsen unter anderem an Bushäuschen angebracht. Zudem trägt der Platz vor dem Rathaus in Kappeln den Namen Deekelsen-Platz.

## Veröffentlichungen
Sämtliche Staffeln der Serie sind auf DVD erhältlich. Zu erwähnen ist dabei, dass von den Doppelfolgen jeweils der Zusammenschnitt für die Veröffentlichung herangezogen wurde. Damit liegt Folge 17 nur in gekürzter Fassung vor (siehe die Anmerkungen zur Episodenliste). Weiterhin fällt auf, dass häufig Schauspieler in den Abspännen der Folgen genannt werden, die – zumindest in den auf DVD veröffentlichten Fassungen – gar nicht zu sehen waren. Dieser Umstand deutet auf mögliche weitere Kürzungen hin. Das am 26. Dezember 1991 ausgestrahlte Special Das größte Fest des Jahres – Weihnachten bei unseren Fernsehfamilien wurde am 8. Oktober 2007 als Bonusmaterial mit der 3. (DVD-)Staffel der Serie Die Schwarzwaldklinik veröffentlicht.